# 門真ジャンクション

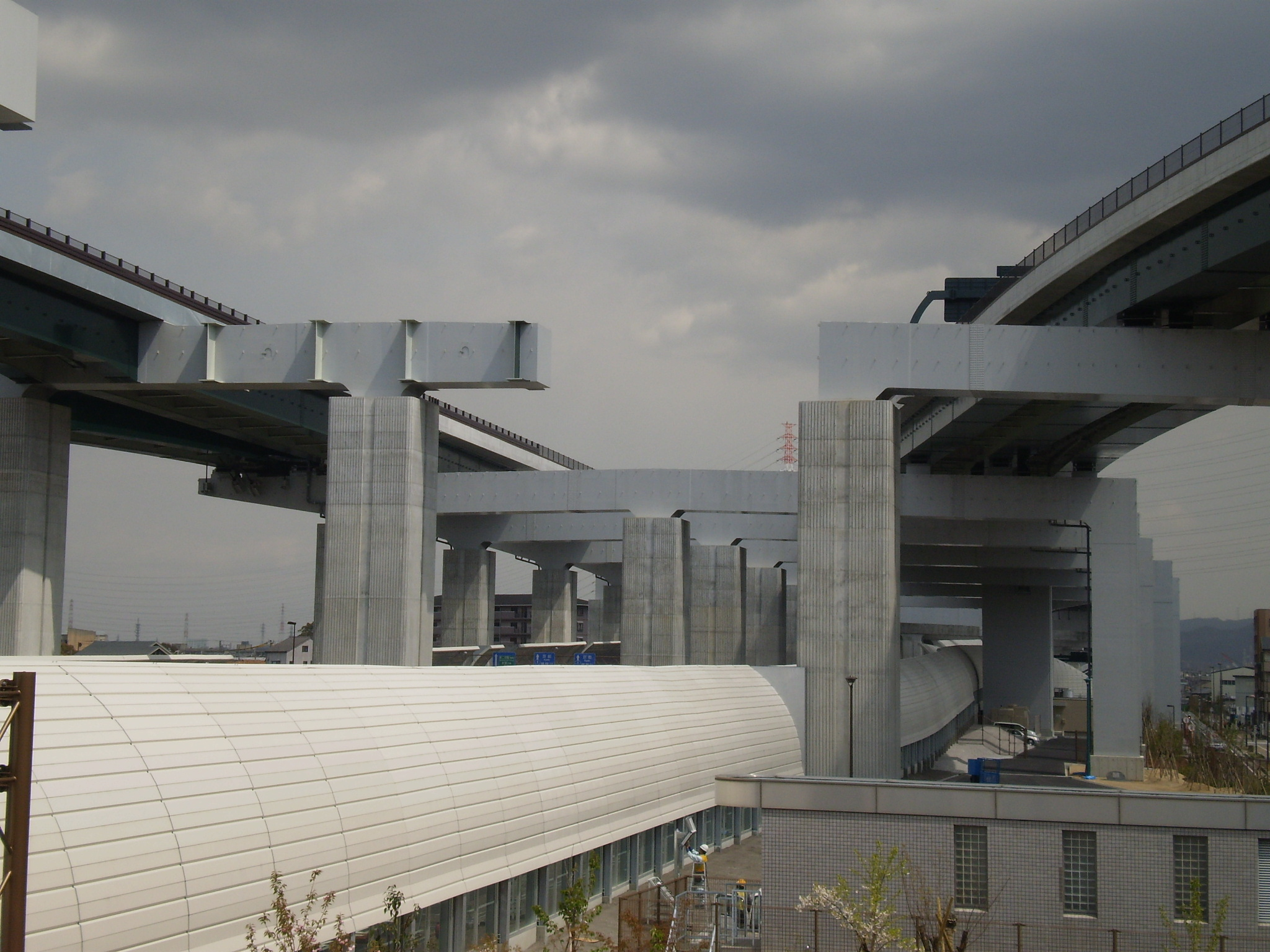
淀川左岸線延伸部用に広く施工されている橋脚

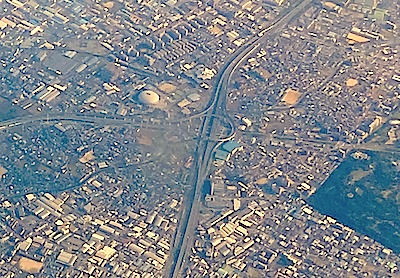
上空から見た門真JCT

門真ジャンクション（かどまジャンクション）は、大阪府門真市にある近畿自動車道、第二京阪道路、阪神高速2号淀川左岸線を接続するジャンクションである。

## 概要

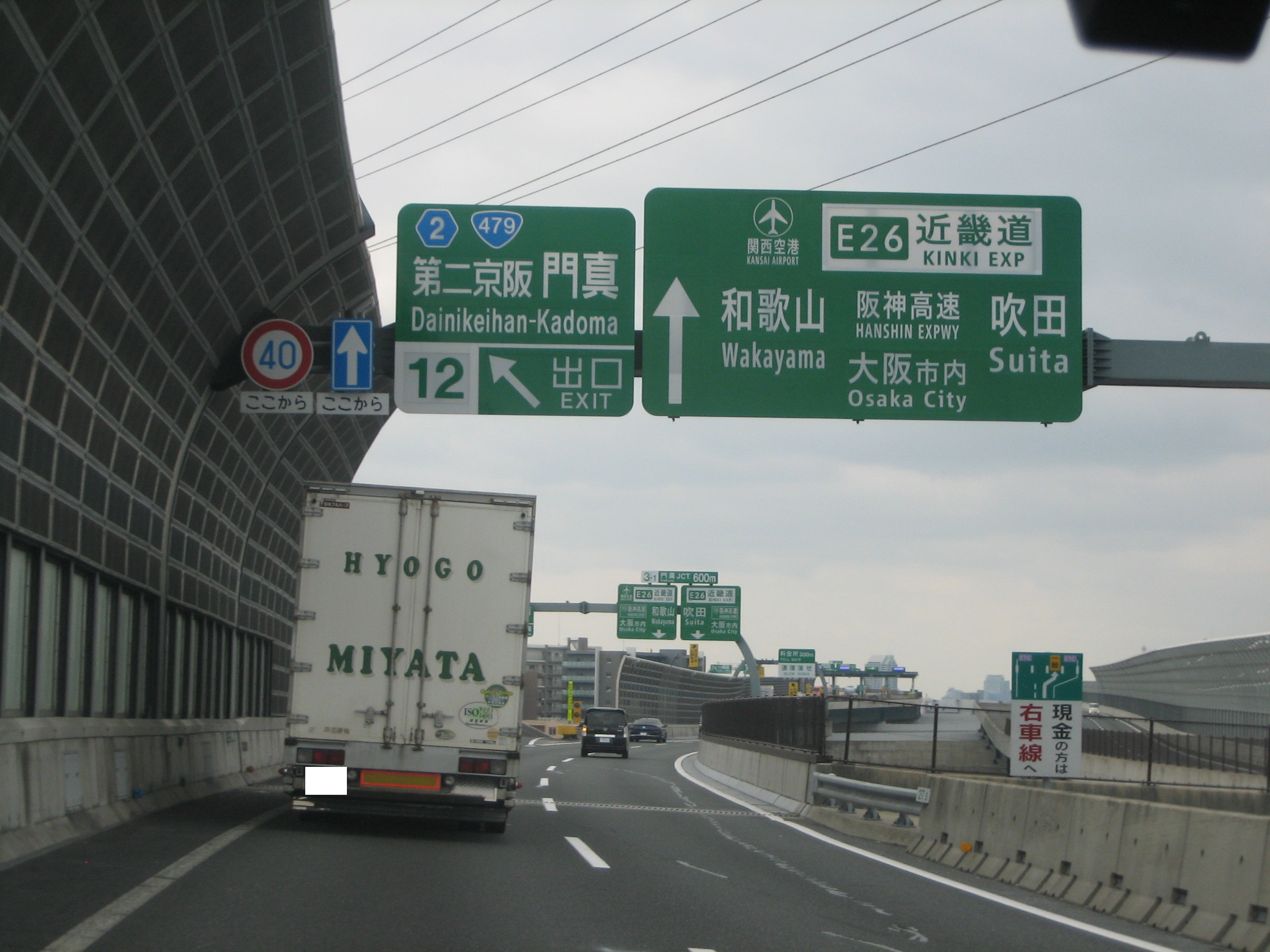
将来、右側が淀川左岸線の分岐となる。

将来、大阪都市再生環状道路の一部である阪神高速2号淀川左岸線延伸部と接続する計画があり、開通時期等は未定であるが、当JCTの橋脚は淀川左岸線延伸部の橋桁幅が確保されており、仮に淀川左岸線の整備が決まった際に新たに橋脚拡幅工事をする必要が無い。
1990年の花博開催時には、この場所に門真仮入口（吹田方面への仮入口、利用可能時間は午後4時から午前0時）が設置されていた。当時のランプは既に撤去されているが、近畿自動車道に合流する部分はそのまま残されて、門真JCTのランプ部分に組み入れられた。

## 道路
- E26 近畿自動車道（3-1番）
- E89 第二京阪道路（3-1番）

## 歴史
- 1976年3月22日 : 近畿自動車道 門真IC-東大阪北IC間開通。
- 1990年3月：門真仮入口が供用開始。花の万博開催期間中の臨時ランプとして供用。
- 1990年10月：門真仮入口廃止。
- 2010年3月20日 : 第二京阪道路 枚方東IC-門真JCT間開通に伴い供用開始。

## 周辺
- 東和薬品RACTABドーム(旧なみはやドーム)
- 三井アウトレットパーク 大阪鶴見
- 門真南駅
- 花博記念公園鶴見緑地

## 接続する路線
E26 近畿自動車道
- 吹田・名神（神戸）・中国道（広島・岡山）／大阪（松原）・阪和道（和歌山・泉佐野）方面

E89 第二京阪道路
- 京都・京滋BP（名古屋・草津）方面

## 隣
E26 近畿自動車道
(3) 門真IC - (3-1) 門真JCT - (4) 大東鶴見IC
E89 第二京阪道路
(12) 第二京阪門真IC - (3-1) 門真JCT - 阪神高速2号淀川左岸線（事業中）